# Giới trí thức
Giới trí thức (tiếng Ba Lan: inteligencja; tiếng Nga: интеллигенция, chuyển tự: intyelligyentsiya, IPA: [ɪntʲɪlʲɪˈɡʲentsɨjə]) hay tầng lớp trí thức là một nhóm những người có học thức chuyên tham gia những công việc trí óc phức tạp nhằm phê bình, hướng dẫn và đi đầu trong việc cấu thành nên văn hóa - chính trị trong xã hội. Chiếu theo tầng lớp xã hội thì giới trí thức bao gồm các nghệ sĩ, giáo viên - giảng viên, tác giả và các "nhà văn" (tiếng Pháp: hommes de lettres). Theo tư cách cá nhân thì đơn giản gọi là trí thức, văn nghệ sĩ.
Tầng lớp trí thức nổi lên vào cuối thế kỷ 18 ở xứ Ba Lan thuộc Nga thời kỳ chia cắt (1772–1795). Vào thế kỷ 19, nhà trí thức Ba Lan Bronisław Trentowski đã sáng tạo ra thuật ngữ intelligentcja (trí thức) nhằm định danh và mô tả những người có học và giai tầng xã hội những nhà tư sản yêu nước hoạt động chuyên môn vốn có thể trở thành những nhà lãnh đạo văn hóa của Ba Lan, sau đó là dưới chế độ chuyên chế Sa hoàng Nga từ cuối thế kỷ 18 cho đến đầu thế kỷ 20.
Ở nước Nga trước Cách mạng Tháng Mười  (năm 1917) thì thuật ngữ intelligentsiya (trí thức) nói về tầng lớp xã hội những người có học thức với nền tảng vốn văn hóa (nhà trường, giáo dục, khai sáng) giúp họ gánh vác sứ mệnh lãnh đạo chính trị một cách thiết thực. Trên thực tế, địa vị và trách nhiệm xã hội của giới trí thức rất đa dạng tùy theo từng xã hội. Ở Đông Âu, những người trí thức bị tước đoạt mất ảnh hưởng chính trị lẫn con đường tiến tới đòn bẩy phát triển kinh tế một cách hiệu quả; giới trí thức bị cho là không hữu dụng đối với xã hội. Trái lại, ở Tây Âu, đặc biệt là Đức và Anh Quốc thì tầng lớp Bildungsbürgertum (tư sản có văn hóa) và giới chuyên môn (professions) của Anh được định rõ vai trò là những trí thức quần chúng trong xã hội.